# ジョリー・シャポー
『ジョリー・シャポー』は宝塚歌劇団の舞台作品。月組公演。
併演作品は『あしびきの山の雫に』。

## 解説
※『宝塚歌劇100年史（舞台編）』の宝塚大劇場公演のページを参照
テンガロンハット、カンカン帽、ソンブレロ、ベレー帽、トップハット等、様々な帽子をモチーフとしたショー作品。

## 公演期間と公演場所
- 1982年2月5日 - 3月16日[2]　宝塚大劇場
- 1982年7月1日 - 7月27日[3]　東京宝塚劇場

## 宝塚大劇場公演のデータ
形式名は「グランド・ショー」。16場。

### スタッフ（宝塚大劇場）
- 作・演出：小原弘稔[2]
- 作曲[4]・編曲[4]：吉崎憲治、高橋城
- 編曲・音楽指揮：橋本和明[4]
- 振付[4]：岡正躬、羽山紀代美、家城比呂志、謝珠栄
- 装置[4]：石浜日出雄、関谷敏昭
- 衣装：任田幾英[4]
- 照明：今井直次[5]
- 音響：松永浩志[5]
- 小道具：万波一重[5]
- 効果：吉田雄二[5]
- 合唱指導：橋本和明[5]
- 演出助手[5]：中村暁、石田昌也、日比野桃子
- 制作[5]：橋本雅夫、山田謙治